# Opisthograptis
Az Opisthograptis a rovarok (Insecta) osztályának lepkék (Lepidoptera) rendjébe, ezen belül az araszolók (Geometridae) családjába tartozó nem.

## Rendszerezés
A nembe az alábbi 11 faj tartozik:
- Opisthograptis inornataria (Leech, 1897)
- Opisthograptis irrorata (Hampson, 1895)
- citromsárga araszoló (Opisthograptis luteolata) (Linnaeus, 1758)
- Opisthograptis moelleri Warren, 1893
- Opisthograptis punctilineata Wileman, 1910
- Opisthograptis rumiformis (Hampson, 1902)
- Opisthograptis sulphurea (Butler, 1880)
- Opisthograptis swanni Prout, 1923
- Opisthograptis tridentifera (Moore, 1888)
- Opisthograptis trimacularia (Leech, 1897)
- Opisthograptis tsekuna  Wehrli, 1940

## Képek

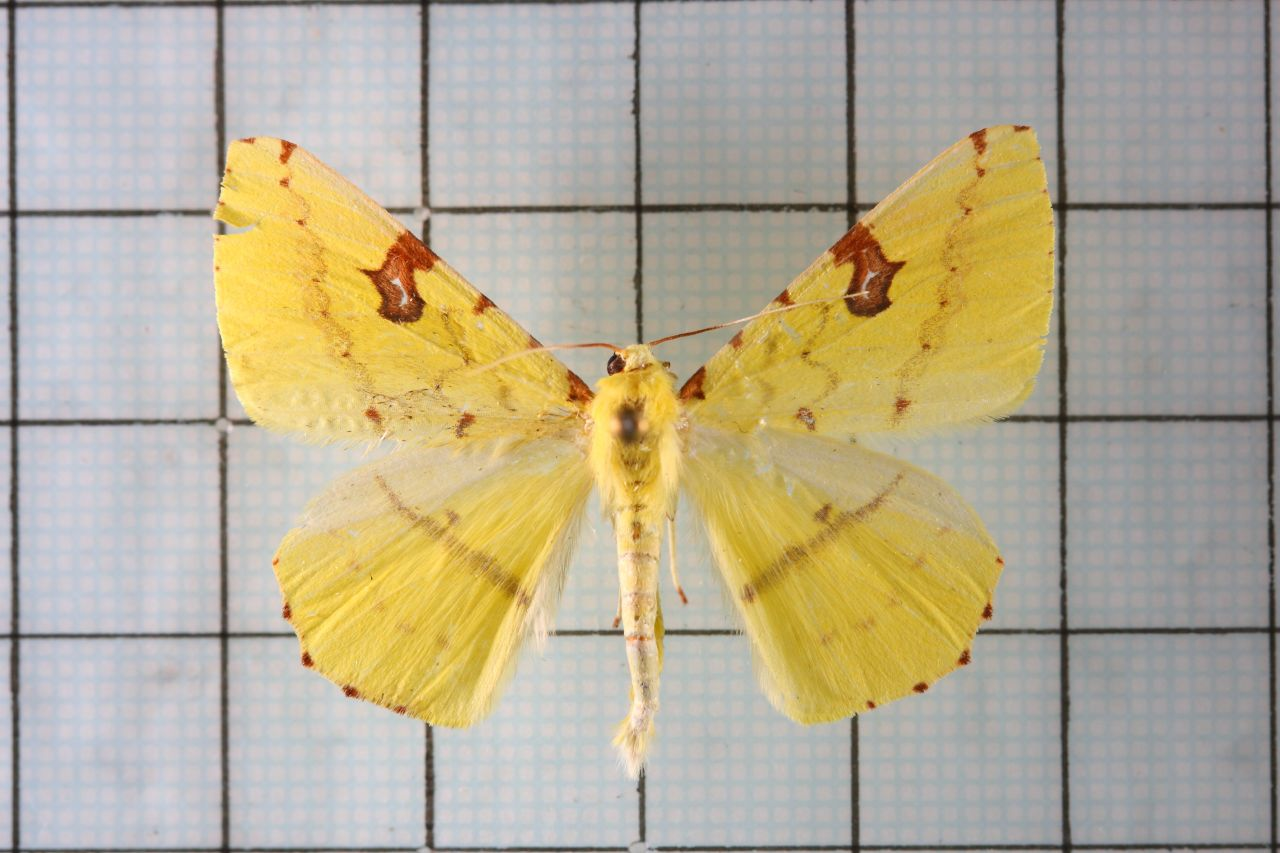
Opisthograptis moelleri
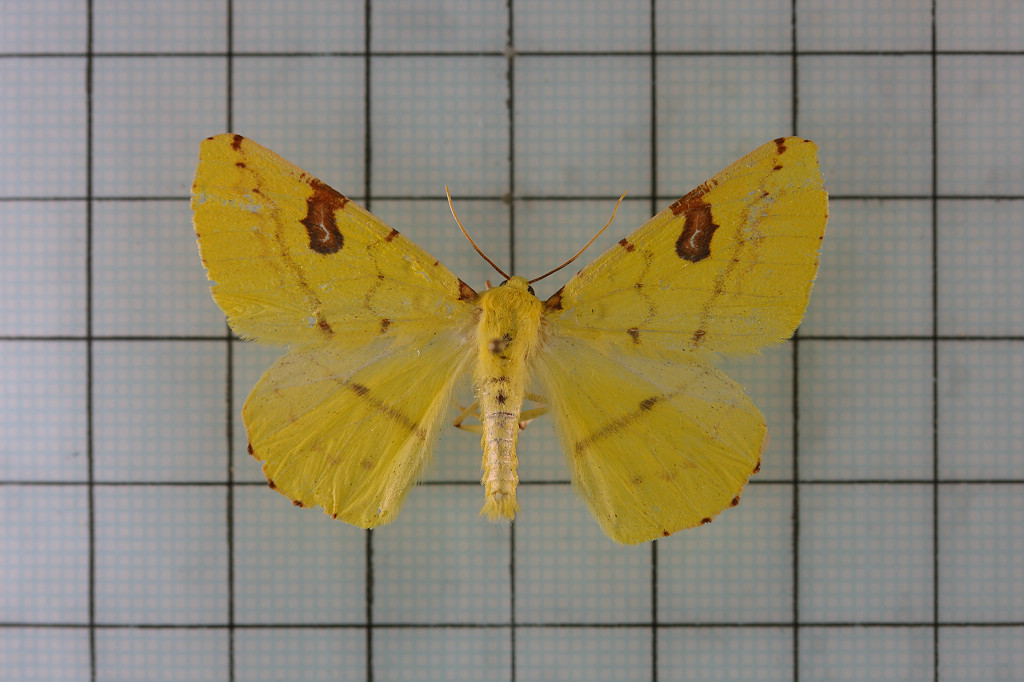
Opisthograptis punctilineata

### Fordítás
- Ez a szócikk részben vagy egészben  az   Opisthograptis című angol Wikipédia-szócikk fordításán alapul.  Az eredeti cikk szerkesztőit annak laptörténete sorolja fel. Ez a jelzés csupán a megfogalmazás eredetét és a szerzői jogokat jelzi, nem szolgál a cikkben szereplő információk forrásmegjelöléseként.